# Нейтроній
Нейтроній (іноді скорочується до нейтрій, також називається нейтритом) — гіпотетична субстанція, що складається суто з нейтронів. Слово було закарбовано науковцем Андреасом фон Антропоффим 1926 року (до відкриття нейтрона) для припущення «елементу з атомним числом нуль», який він розмістив на чолі періодичної таблиці. Проте, значення терміна змінилося з часом, і з другої половини XX століття він також використовується на позначення екстремально щільних субстанцій, що нагадують нейтронно-вироджену матерію, що теоретично існує в ядрах нейтронних зір; далі «вироджений нейтроній» позначатиме це. Наукова фантастика та популярна література часто використовують термін «нейтроній» на позначення високощільної фази матерії, що складається переважно з нейтронів.

## Нейтроній і нейтронні зорі
Нейтроній використовується в популярній літературі на позначення матеріалу, наявного в ядрах нейтронних зір (зір, які занадто масивні для підтримки electron degeneracy pressure та які колапсують у щільнішу фазу матерії). Цей термін дуже рідко використовується в науковій літературі з трьох причин: існують декілька визначень терміна «нейтроній»; існує значна невизначеність щодо складу матеріалу в ядрах нейтронних зір (це може бути нейтронно-вироджена матерія, дивна матерія, кваркова матерія чи variant or combination вищенаведеного); властивості матеріалу нейтронних зір повинні залежати від глибини через зміну тиску (див. нижче), і немає чіткої межі між корою (що складається переважно з атомних ядер) і майже безпротонним внутрішнім шаром, існування якого очікується[джерело не вказане 3014 днів].
Коли матеріал ядра нейтронної зорі, передбачається, складається з більшості вільних нейтронів, він зазвичай позначається нейтронно-виродженою матерією в науковій літературі.

## Нейтроній і періодична таблиця
Термін «нейтроній» було закарбовано 1926 року Андреасом фон Антропоффим для гіпотетичної форми матерії, зробленої з нейтронів без протонів або електронів, яку він розмістив як хімічний елемент із атомним номером нуль на чолі його нової версії періодичної таблиці[джерело не вказане 3014 днів]. Згодом його було розміщено посередині кількох спіральних уявлень періодичної системи для класифікації хімічних елементів, таких як у Чарлза Жане (1928), Е. І. Емерсона (1944), Джона Д. Кларка (1950) й у Хімічній галактиці (2005) Філіпа Стюарта.
Хоча термін не використовувався в науковій літературі ні для конденсованої форми матерії, ні як елемент, були повідомлення про те, що, крім вільного нейтрона, в ньому можуть існувати дві зв'язані форми нейтронів без протонів. Якщо вважати нейтроній елементом, тоді ці нейтронні кластери можуть вважатися ізотопами цього елементу. Проте, ці повідомлення не було в подальшому обґрунтовано.
- Мононейтрон: Ізольований нейтрон зазнає бета-розпаду зі середньою тривалістю життя приблизно 15 хвилин (період напіврозпаду приблизно 10 хвилин), стаючи протоном (ядром водню), електроном і антинейтрино.
- Динейтрон: Динейтрон, що містить два нейтрони, однозначно спостерігався 2012 року в розпаді берилія-16[7][8]. Це не зв'язана частинка, але була запропонована як екстремальний недовговічний стан, вироблений ядерними реакціями за участю тритію. Було запропоновано мати перехідне існування в ядерних реакціях, вироблених геліонами[en] (ядро гелія-3, повністю іонізованого) що призводить до утворення протона й ядра з таким самим атомним номером, як і в цільового ядра, але з на дві одиниці більшою атомною масою. Гіпотеза про динейтрон тривалий час використовувалася в ядерних реакціях із екзотичними ядрами[en][9]. Кілька застосувань динейтрона в ядерних реакціях можна знайти в оглядових статтях[10]. Його існування було визнано актуальним для ядерної структури екзотичних ядер[11]. Система, зроблена з лише двох нейтронів, не ж зв'язаною, хоча тяжіння між ними майже достатнє, щоби зробити їх такими[12]. Це має деякі наслідки для нуклеосинтезу і поширеності хімічних елементів[13]
- Тринейтрон: Тринейтронний стан, що складається зі трьох зв'язаних нейтронів, не було виявлено, та не очікується його існування навіть на короткий час.
- Тетранейтрон: Тетранейтрон — гіпотетична частинка, що складається з чотирьох зв'язаних нейтронів. Повідомлення про її існування не відтворювалися[14]
- Пентанейтрон: Обчислення показують, що гіпотетичний пентанейтронний стан, що складається зі кластеру з п'яти нейтронів, не буде зв'язаний[15].

Хоча й не називаючи «нейтронієм», «Nuclear Wallet Cards» Національного ядерного дата-центру перелічує його першим «ізотопом» «елемент» із символом n, атомним номером {\displaystyle Z=0} й атомною масою {\displaystyle A=1}. Цей ізотоп описаний як той, що розпадається в елемент H з періодом напіврозпаду {\displaystyle 10.24\pm 0.02} хвилини.

## Властивості
Через бета ({\displaystyle \beta ^{-}}) розпад мононейтрона й екстремальну нестабільність вищезгаданих важчих «ізотопів», нейтронна матерія не очікується стабільною за звичайного тиску.
Вільні нейтрони розпадаються з періодом напіврозпаду 10 хвилин і 11 секунд. Поки ця тривалість життя є достатньо довгою, щоби дозволити вивчити хімічні властивості нейтронію, наявні серйозні практичні проблеми. Не маючи заряду чи електронів, нейтроній не взаємодіятиме зі звичайними низькоенергетичними протонами (світлом) та не відчуватиме електростатичних сил, тому він дифундуватиме у стіни більшості контейнерів, зроблених зі звичайної матерії. Певні матеріали здатні опиратися дифузії чи поглинанню ультрахолодних нейтронів через ядерно-квантові ефекти, зокрема відбиття, спричинене сильною взаємодією. За наявності інших елементів низькоенергетичні (термальні) нейтрони легко проходять захоплення нейтронів із утворенням важчого (та часто радіоактивного) ізотопу елементу. Нейтроній залишається поза більшістю періодичних таблиць.
Нейтронна матерія за стандартного тиску та температури передбачається рівнянням стану ідеального газу менш щільною навіть за водень, із густиною лише {\displaystyle 0.045{{\mbox{кг}} \over {\mbox{м}}^{3}}} (приблизно в 27 разів менш щільною за повітря). Подібно до гелію, нейтронна матерія передбачається лишатися газоподібною до абсолютного нуля за нормальних тисків, оскільки нульова енергія системи зависока для конденсації. Проте, нейтронна матерія, теоретично, повинна утворювати вироджений газоподібний конденсат Бозе — Ейнштейна за таких температур і складаючись із пар нейтронів, званих динейтронами. За високих температур нейтронна матерія конденсуватиметься з достатнім тиском і твердітиме з навіть більшим тиском. Такі тиски існують у нейтронних зорях, де екстремальний тиск спричинює виродження нейтронної матерії. Проте, за наявності атомної матерії, стисненої до стану електронного виродження, {\displaystyle \beta ^{-}} розпад може гальмуватися через принцип Паулі, що стабілізує вільні нейтрони. Також підвищені тиски повинні вироджувати самі нейтрони. Порівняно зі звичайними елементами, нейтроній повинен бути стисливішим через відсутність електрично заряджених протонів і електронів. Це робить нейтроній енергетично сприятливішим за (Z-додатні) атомні ядра та призводить до їх перетворення у (вироджений) нейтроній через електронне захоплення — процес, який, як вважають, відбувається в зоряних ядрах у останні секунди життя масивних зір, де він сприяє охолодження через випромінювання {\displaystyle V_{e}}. Як наслідок, вироджений нейтроній може мати густину {\displaystyle 4\times 10^{17}{{\mbox{кг}} \over {\mbox{м}}^{3}}}, що приблизно на 13 порядків щільніше за найщільніші відомі звичайні субстанції[джерело не вказане 2551 день]. Було припущення, що екстремальні тиски порядку {\displaystyle 100{{\mbox{МеВ}} \over {\mbox{м}}^{3}}} можуть деформувати нейтрони в кубічну симетрію, дозволяючи щільніше пакування нейтронів або спричинюючи утворення дивної матерії.

## У вигадці
Термін «нейтроній» популярний у науковій фантастиці, починаючи зі щонайменше середини XX століття. Він зазвичай позначає екстремально щільну, надзвичайно сильну форму матерії. Натхненний концепцією нейтронно-виродженої матерії в ядрах нейтронних зір, матеріал, який використовується у вигадці, несе щонайбільше лише поверхневу схожість, зазвичай зображену як екстремально міцну тверду речовину за Землеподібних умов, або володіє екзотичними властивостями, як-от здатність маніпулювати часом і простором. На противагу, всі пропоновані форми матеріалу ядра нейтронної зорі є флюїдами й екстремально нестабільними за тиску, нижчого за такий у зоряних ядрах. Відповідно до одного аналізу, нейтронна зоря з масою, нижчою за близько 0,2 сонячних мас, вибухне.